# Danilo Pipan
Danilo Pipan, uslužbenec, član organizacije TIGR, * 8. november 1912, Preserje pri Komnu, † (?).

## Življenje in delo
Rodil se je v družini kmetov Marije Orel in Jožefa Pipana. Živel je pri starših in se leta 1928 vključil v ilegalni boj proti fašizmu. Bil je načelnik organizacije TIGR v Preserjih pri Komnu. Sodeloval je skoraj pri vseh akcijah po vaseh zahodnega Krasa. Ob smrti Vladimirja Gortana je skupaj s sodelavci po vaseh pisal gesla »Slava Gortanu, smrt Mussoliniju!«. Fašisti so ostro reagirali in zaprli veliko mladeničev. To nasilje je trajalo skoraj dve leti, zato so mnogi zavedni Primorci pred aretacijo zbežali v Kraljevino Jugoslavijo. Pipan je z Milanom Zavadlavom in še nekaterimi drugimi tigrovci preko državne meja pobegnil leta 1930. Z Zavadlavom sta se nato večkrat ilegalno vračala na Primorsko. Ko sta leta 1933 prinesla na Primorsko in skrila orožje in drug ilegalen material so ju fašisti pri Otlici aretirali. Pipan je bil najprej zaprt v Gorici, kasneje pa poslan za pet let v konfinacijo na otok
Ponzo (Pontinsko otočje). Med prestajanjem kazni je bil prepeljan v Komen in tu, ker se je po mnenju oblasti izmikal služenju vojaškega roka, obsojen na dve leti zapora. V Komnu je v  s pretvezo da mu pomaga urediti celico vanjo zvabil paznika, ga onesposobil in pobegnil. Fašisti so organizirali iskalno akcijo, Pipan pa se je več dni skrival v podzemnih luknjah ter nato pobegnil v Jugoslavijo, kjer je z raznimi zaposlitvami v različnih krajih dočakan okupacijo in se pridružil narodnoosvobodilni borbi.